# زراوند ثعباني
زَرَاوَند ثعباني  أو لُوف عطري أو ارسطلوخيا ثعبانية  هو نوع من النباتات المزهرة من جنس زراوند في الفصيلة الزراوندية. مهده شرق أمريكة الشمالية من كُنِيتِكْت إلى جنوب مِشِغَان وجنوبًا إلى طقساس وافلردة.

## الوصف والبيئة
لديهم أزهار على شكل غليون وأوراق على شكل قلب.

## الحماية
تعد من الأنواع المهددة بالانقراض في نيويورك حيث لم يبلغ عن هذا وجوده من 1895 إلى 1994 عندما أعيد اكتشافه في مرتفعات هِدْسُون. منذ ذلك الحين لوحظت مجموعات متفرقة أخرى في الولاية. 
هذا النبات نادر أيضًا في ولاية كُنِيتِكْت حيث يوجد في قائمة تلك الولاية للأنواع ذات الاهتمام الخاص. حالها في مِشِغَان مهدد.